# Ciclismo nos Jogos Olímpicos de Verão de 2008 - Cross-country masculino
A prova masculina de Mountain Bike do Ciclismo nos Jogos Olímpicos de Verão de 2008 foi disputada em 23 de agosto de 2008.

## Medalhistas
| Ouro   | FRA Julien Absalon         |
| Prata  | FRA Jean-Christophe Péraud |
| Bronze | SUI Nino Schurter          |

## Classificação final
| Pos. | Atleta                     | Tempo     |
| ---- | -------------------------- | --------- |
|      | FRA Julien Absalon         | 1:55:59   |
|      | FRA Jean-Christophe Péraud | 1:57:06   |
|      | SUI Nino Schurter          | 1:57:52   |
| 4    | SUI Christoph Sauser       | 1:57:54   |
| 5    | ITA Marco Aurelio Fontana  | 1:59:59   |
| 6    | AUT Christoph Soukup       | 2:00:11   |
| 7    | GBR Liam Killeen           | 2:00:14   |
| 8    | ESP Iñaki Lejarreta        | 2:00:21   |
| 9    | BEL Sven Nys               | 2:01:00   |
| 10   | ESP José Antonio Hermida   | 2:01:01   |
| 11   | GER Manuel Fumic           | 2:01:16   |
| 12   | GBR Oli Beckingsale        | 2:01:25   |
| 13   | POL Marek Galiński         | 2:01:29   |
| 14   | FRA Cédric Ravanel         | 2:01:38   |
| 15   | RSA Burry Stander          | 2:01:58   |
| 16   | GER Moritz Milatz          | 2:02:59   |
| 17   | SWE Fredrik Kessiakoff     | 2:03:09   |
| 18   | CZE Jaroslav Kulhavý       | 2:03:20   |
| 19   | BEL Roel Paulissen         | 2:03:30   |
| 20   | CAN Geoff Kabush           | 2:03:55   |
| 21   | BRA Rubens Donizete        | 2:05:19   |
| 22   | CHN Ji Jianhua             | 2:05:29   |
| 23   | HUN András Parti           | 2:06:00   |
| 24   | NZL Kashi Leuchs           | 2:06:30   |
| 25   | DEN Jakob Fuglsang         | 2:06:41   |
| 26   | COL Héctor Leonardo Páez   | 2:06:46   |
| 27   | ARG Dario Alejandro Gasco  | 2:07:04   |
| 28   | ESP Carlos Coloma Nicolás  | 2:09:05   |
| 29   | USA Adam Craig             | -1 volta  |
| 30   | ITA Yader Zoli             | -1 volta  |
| 31   | DEN Klaus Nielsen          | -1 volta  |
| 32   | BEL Filip Meirhaeghe       | -2 voltas |
| 33   | GER Wolfram Kurschat       | -2 voltas |
| 34   | NED Rudi van Houts         | -2 voltas |
| 35   | TUR Bilal Akgül            | -2 voltas |
| 36   | CHI Cristóbal Silva        | -2 voltas |
| 37   | NED Bart Brentjens         | -2 voltas |
| 38   | SWE Emil Lindgren          | -2 voltas |
| 39   | AUS Daniel McConnell       | -2 voltas |
| 40   | HKG Chan Chun Hing         | -2 voltas |
| 41   | RUS Yury Trofimov          | -2 voltas |
| 42   | UKR Sergii Rysenko         | -2 voltas |
| 43   | USA Todd Wells             | -3 voltas |
| 44   | CAN Seamus McGrath         | -3 voltas |
| 45   | NAM Mannie Heymans         | -3 voltas |
| 46   | JPN Kohei Yamamoto         | -3 voltas |
| 47   | CRC Federico Ramírez       | -5 voltas |
| 48   | ZIM Antipass Kwari         | -6 voltas |
|      | SUI Florian Vogel          | DNF5      |
|      | IRL Robin Seymour          | DNF2      |

- DNFn: Abandonou na volta n.